# Thiên hà elip

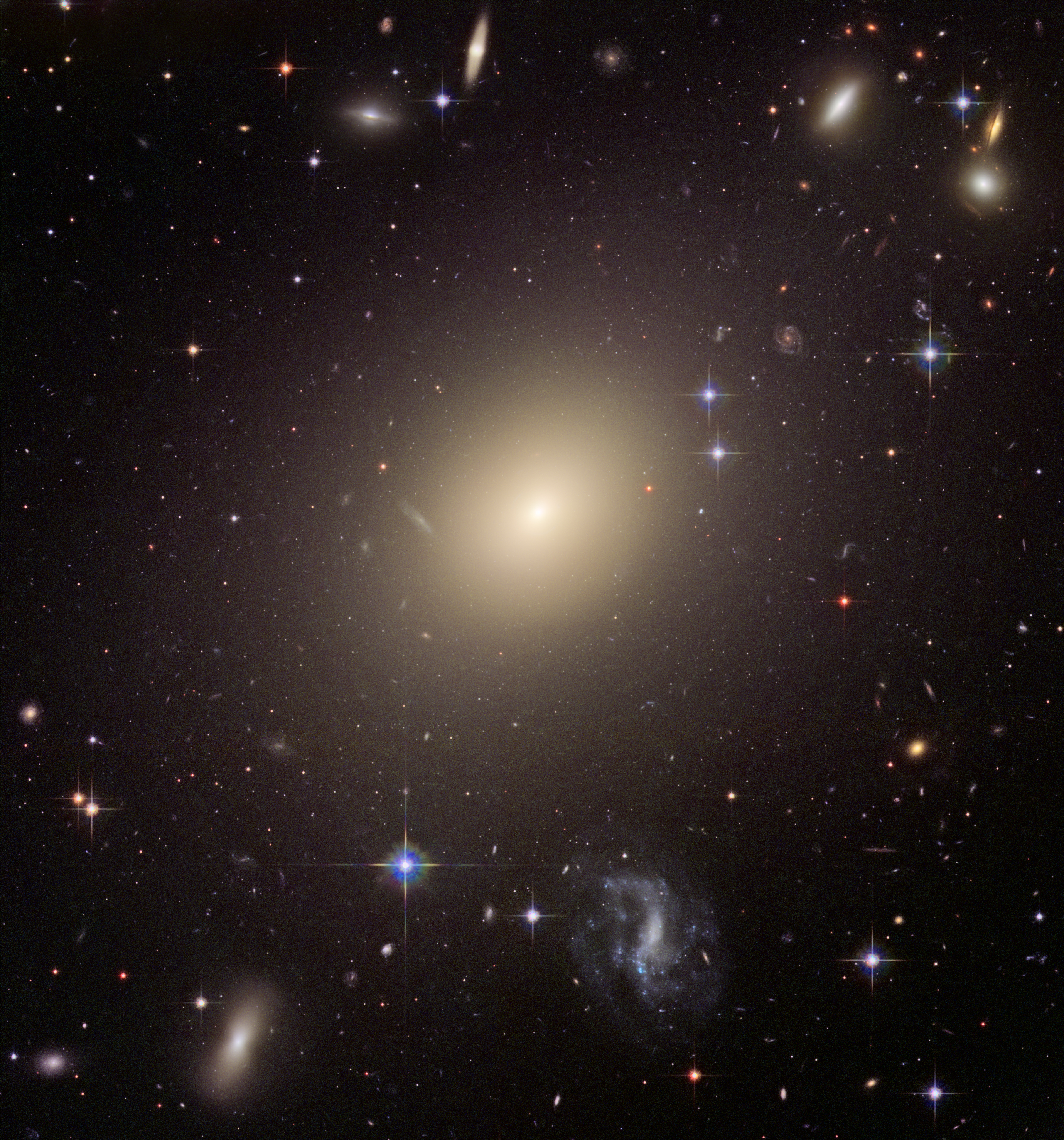
Thiên hà elip khổng lồ ESO 325-G004.

Thiên hà elip là một kiểu thiên hà có hình dạng ellipsoid, với đặc điểm trơn và có độ trắng không nổi bật. Chúng có hình dạng từ gần giống với hình cầu đến đĩa rất dẹt và chứa từ vài trăm triệu đến một nghìn tỷ sao.
Các thiên hà elip là một trong ba loại thiên hà chính ban đầu được miêu tả bởi Edwin Hubble trong cuốn sách "Thế giới Tinh vân" (The Realm of the Nebulae) năm 1936, cùng với thiên hà xoắn ốc và thiên hà thấu kính.
Phần lớn các thiên hà elip là tổ hợp từ sao khối lượng thấp, già, với thưa thớt môi trường liên sao và có rất ít hoạt động hình thành sao. Chúng bị bao xung quanh bởi một số lớn các quần tinh cầu. Thiên hà elip được ước lượng chiếm khoảng 10–15% các thiên hà trong vũ trụ gần chúng ta nhưng không phải là kiểu điển hình trong toàn bộ vũ trụ. Chúng hay được tìm thấy gần tại tâm của các quần tụ thiên hà và ít gặp trong buổi đầu của Vũ trụ.

## Đặc trưng tổng quát
Các thiên hà elip được đặc trưng bởi một vài tính chất phân biệt với các lớp thiên hà khác. Chuyển động của các ngôi sao trong các thiên hà elip chủ yếu là chuyển động xuyên tâm, không giống như trong đĩa của các thiên hà xoắn ốc các sao chuyển động chủ yếu là quanh xung quanh tâm thiên hà. Hơn thế nữa, có rất ít vật chất liên sao (cả khí hoặc bụi), khiến cho hoạt động hình thành sao xảy ra với tốc độ chậm, chúng có một vài quần tinh mở, một ít sao trẻ; khá nhiều thiên hà elip chiếm rất nhiều các sao già loại II (population II), làm chúng có màu đỏ. Các thiên hà elip lớn điển hình có một hệ thống mở rộng các quần tinh cầu trong chúng.
Tính chất động lực của các thiên hà elip và chỗ phình của đĩa thiên hà là giống nhau,
 gợi ra một điều là chúng được hình thành từ cùng các quá trình vật lý giống nhau, mặc dù điều này vẫn còn nhiều tranh cãi. Biên dạng độ sáng của cả thiên hà elip và chỗ phình đều phù hợp với định luật Sersic. Các thiên hà elip cũng thường được tìm thấy trong các quần tụ thiên hà và các nhóm thiên hà rất gần nhau (compact groups of galaxies).

## Sự hình thành sao
Bức chân dung truyền thống của các thiên hà elip vẽ lên chúng như là các thiên hà mà sự hình thành sao đã kết thúc, còn lại các ngôi sao già và các sao còn đang hoạt động. Có thể có rất ít sự hình thành sao được diễn ra, bởi vì thiếu đi các khí, bụi và nhân tố kích thích trong các thiên hà này. Nói chung, các thiên hà elip hiện lên với màu vàng-đỏ, tương phản với sự xuất hiện của những chấm xanh trong các thiên hà xoắn ốc điển hình, mà màu sắc phát ra phần lớn từ các ngôi sao nóng, trẻ trong các nhánh xoắn ốc của chúng.

## Hình dạng và kích thước
Thiên hà elip có hình dạng và kích thước đa dạng: kích thước nhỏ từ mười kilopasec đến trên 100 kilopasec, và khối lượng từ 107 đến gần 1013 khối lượng Mặt Trời. Phạm vi kích thước và khối lượng của các thiên hà elip rộng hơn nhiều so với các kiểu thiên hà khác. Loại thiên hà elip nhỏ nhất, thiên hà elip lùn, có thể không lớn hơn một quần tinh cầu điển hình, nhưng chúng có thể chứa một lượng đáng kể vật chất tối mà không có mặt trong các quần tinh cầu.
Trong phân loại của Hubble về các thiên hà elip có chứa một số nguyên miêu tả độ giãn của hình ảnh các thiên hà elip.
Sự xác định dựa trên tỉ số trục lớn (a) trên trục nhỏ (b) của ảnh thiên hà:
{\displaystyle 10\times \left(1-{\frac {b}{a}}\right)}
Do vậy đối với thiên hà dạng khối cầu có a bằng b, tỉ số này bằng 0, và kiểu Hubble là E0.  Tỉ số này giới hạn bởi E7, vì do sự bất ổn định uốn (bending instability) làm cho các thiên hà phẳng hơn bị vênh lên (hoặc oằn xuống) dọc theo trục dài của thiên hà. Hình dạng hay gặp nhất là gần với E3. Hubble nhận ra là sự phân loại hình dạng của ông phụ thuộc vào cả hình dạng nội tại của bản thân thiên hà cũng như vào góc nhìn từ Trái Đất. Do vậy, một số thiên hà có kiểu Hubble E0 thực tế chúng lại bị giãn dài.
Có hai kiểu vật lý của thiên hà elip; gồm các thiên hà elip khổng lồ "dạng hộp" (boxy) mà hình dạng là kết quả của chuyển động ngẫu nhiên xảy ra chỉ theo một số hướng nhất định (chuyển động ngẫu nhiên phi đẳng hướng - anisotropic random motion), và thiên hà elip "dạng đĩa" (disky) thông thường với độ sáng thấp, mà vận tốc chuyển động ngẫu nhiên gần như đẳng hướng nhưng có dạng đĩa do sự tự quay của thiên hà.
Các thiên hà elip lùn có những tính chất trung gian giữa các thiên hà elip thông thường và các quần tinh cầu. Các thiên hà dạng cầu lùn dường như là một lớp riêng biệt: tính chất của chúng gần giống với thiên hà không đều và dạng cuối của thiên hà xoắn ốc.
Phía cuối của phổ phân loại thiên hà elip, có một cách phân chia nhỏ hơn, mở rộng cách phân loại của Hubble. Mở rộng thiên hà elip khổng lồ  gE (giant ellipticals), là thiên hà loại D và thiên hà loại cD. Chúng tương tự với nhóm phân loại thiên hà anh em nhỏ hơn, nhưng có độ khuếch tán hơn (more diffuse), cùng với quầng lớn hơn (larger haloes). Một số thì xuất hiện giống với các thiên hà thấu kính.

## Quá trình tiến hóa
Những suy luận hiện tại cho rằng các thiên hà elip có thể hình thành từ một quá trình dài bắt đầu từ hai thiên hà cùng khối lượng, với kiểu hình thái bất kỳ, chúng va chạm với nhau và cuối cùng hòa trộn lại thành thiên hà elip.
Những vụ sáp nhập các thiên hà lớn được cho là xảy ra thường xuyên ở buổi đầu của lịch sử vũ trụ, nhưng hiện nay đã thưa dần đi. Trong khi sự hòa trộn các thiên hà nhỏ trong đó hai thiên hà với khối lượng khác nhau, thì có thể cho kết quả không chỉ hình thành lên thiên hà elip khổng lồ, mà có thể là những hình thái thiên hà khác. Ví dụ, Ngân Hà của chúng ta được biết tới là đang "nuốt" những thiên hà nhỏ hơn. Cũng chính Ngân Hà, đang bị ảnh hưởng bởi một sức hút xuyên tâm chưa được biết tới, và trong khoảng 3-4 tỷ năm nữa, nó có thể va chạm với thiên hà Andromeda. Người ta cũng đưa ra lý thuyết rằng thiên hà elip là kết quả của sự va chạm và hòa trộn của hai thiên hà xoắn ốc.
Mỗi thiên hà elip được tin là chứa một lỗ đen siêu khối lượng tại tâm của nó. Khối lượng của lỗ đen có liên hệ tương quan chặt chẽ với khối lượng của thiên hà mẹ, thông qua tương quan M-sigma. Người ta cũng cho rằng lỗ đen có thể đóng một vai trò quan trọng trong việc giới hạn sự phát triển của các thiên hà elip trong buổi đầu của vũ trụ bằng việc kìm hãm sự hình thành các ngôi sao.

## Ví dụ
- M32
- M49
- M59
- M60 (NGC 4649)
- M87 (NGC 4486)
- M89
- M105 (NGC 3379)
- Maffei 1, thiên hà elip khổng lồ gần nhất.
- IC 1101
- M110